# 그라바스타
그라바스타 (영어: gravastar)는 블랙홀 이론의 대안으로 O. 마주르와 에밀 모톨라가 고안한 가상의 천체이다. 이 천체의 사건의 지평선 밖에서는 일반적인 블랙홀의 물리법칙이 그대로 작용하지만, 항성 내부에서는 더시터르 공간이 있다. 이 천체의 사건의 지평선에는 얇은 껍질이 있다.

## 구조
마주르와 모톨라의 원래 공식에서 이 천체의 외부는 p=ρ 거짓 진공 또는 "암흑 에너지", p=ρ 완전한 유체의 얇은 껍질, 진정한 진공 p=ρ=0을 특징으로 하는 중심 영역을 포함한다. 내부 영역은 암흑에너지와 같은 행동으로 특이점으로의 붕괴를 방지하고 얇은 껍질의 존재는 무한한 블루 시프트를 피하면서 사건의 지평선의 형성을 방지한다. 내부 영역은 열역학적으로 엔트로피가 없으며 보스-아인슈타인 응축으로 추측할 수 있다. 광자가 중력 우물 밖으로 올라갈 때 광자의 심한 적색편이는 유체 껍질도 절대 영도에 가깝게 보이게 한다.
얇은 껍질을 가지고 있는 그라바스타 외에도 지속적인 압력을 받는 그라바스타가 제안되었습니다. 이러한 천체는 이방성 응력이 작용되어야 한다.
외부적으로 그라바스타는 블랙홀과 유사하게 보인다. 물질을 흡수하면서 방출되는 고에너지 방사선과 호킹 방사선을 내뿜는다.
마주르와 모톨라는 그라바스타의 존재가 우주와 다중 우주론의 존재와 기원에 대한 설명이 될 수 있다고 한다. 왜냐하면 그들은 붕괴되는 항성에서 나오는 모든 물질은 블랙홀을 통해 파열되어 다른 차원으로 폭발하고 확장되기 때문이라고 생각하기 때문이다. 그들의 이론은 빅뱅에 관한 이론과 일치하는 면이 있다.
또한 그라바스타는 암흑 에너지가 어떻게 우주의 확장을 가속화하는지에 대한 이론을 설명 할 수 있다.
충돌하는 물체로부터 오는 중력파에 대한 레이저 간섭계 중력파 관측소의 관측은 그라바스타 개념과 일치하지 않거나 일반 블랙홀과 구별할 수 없는 것으로 밝혀졌다.

## 같이 보기
- 암흑물질성